# Abkürzungen/Luftfahrt
Dies ist der erste Teil einer Liste der Abkürzungen und Akronyme, wie sie in der Luftfahrt und Militärluftfahrt verwendet werden.

## Liste der Abkürzungen
| Teil 1 | A                     | A (AA; AB; AC; AD; AE; AF; AG; AH; AI; AK; AL; AM; AN; AO; AP; AQ; AR; AS; AT; AU; AV; AW; AZ) |
| Teil 2 | B–D                   | B; C; D                                                                                        |
| Teil 3 | E–K                   | E; F; G; H; I; J; K                                                                            |
| Teil 4 | L–R                   | L; M; N; O; P; Q; R                                                                            |
| Teil 5 | S–Z                   | S; T; U; V; W; X; Y; Z                                                                         |
| Teil 6 | russische Abkürzungen |                                                                                                |
| Teil 7 | Zahlen                | Zahlen                                                                                         |
| Teil 7 | Anhang                | NICHT berücksichtigte Abkürzungen; Sortierkriterien                                            |
| Teil 7 | Beispiele             | Flugplan; VFR Bulletin; METAR                                                                  |

### A
AA; AB; AC; AD; AE; AF; AG; AH; AI; AK; AL; AM; AN; AO; AP; AQ; AR; AS; AT; AU; AV; AW; AZ
(zum nächsten Abschnitt – AA)
| A             | Alpha                      | int. Buchstabieralphabet (ICAO-Alphabet) |
| A ( + number) | Amber (or Alpha)           | gelbe Luftstraße (+ Zahl) (bernsteinfarben) |
| A             | Attack (Aircraft)          | Angriffsflugzeug (z. B. A-4; A-10) |
| A             | Altimeter Subscale Setting | (z. B. A3039 = 30.39 inchMercury; bei metrischen Angaben in hPa wird stattdessen Q verwendet – siehe QNH)                                                                                                   |
| A             | Class-A Airspace           | Luftraum der Klasse A (Luftraumstruktur) |
| A             | Category A Aircraft        | in Landekonfiguration ist die Anfluggeschwindigkeit (1,3 × VS) unter 91 kt |
| A             | Airbus                     | |
| A             | Asphalt                    | Asphalt |
| A             | Alert Area                 | Alarmgebiet |
| A             | Ampere                     | Einheit der Stromstärke |
| A             |                            | System A = System Nr. 1 (zur Unterscheidung von System Nr. 2 = System 2; bei manchen Systemen auch mit R – rechts – und L – links – unterschieden; bei Airbus haben die drei redundanten Systeme Farbnamen) |
| A             |                            | First Class Spezialtarif (Buchungscode der Lufthansa und Star Alliance) – siehe: Buchungsklasse |
| A             | Abdriftwinkel              | siehe: Abdrift, Vorhaltewinkel |
| A             | Adult                      | Erwachsene – z. B. PAX (A/C/I) |

### AA
(zum nächsten Abschnitt – AB) ... (zum Anfang der Liste)
AA; AB; AC; AD; AE; AF; AG; AH; AI; AK; AL; AM; AN; AO; AP; AQ; AR; AS; AT; AU; AV; AW; AZ
| AA; A/A | Air-To-Air                                       | Luft/Luft; Bord/Bord |
| AA      | Anti-Aircraft                                    | gegen Flugzeuge |
| AA      | Airservices Australia                            | |
| AA      | Address Announced                                | |
| AA      | Airworthiness Authorities                        | |
| AA      | Acceleration Altitude                            | |
| AAA     | Anti-Aircraft Artillery                          | Luftabwehr, Flak, Flugabwehrkanone |
| AAA     | Amended Meteorological Message                   | |
| AAAA    | Aerial Agriculture Association of Australia      | |
| AAAE    | American Association of Airport Executives       | |
| AAAH    | Airbus Approved Abbreviation Handbook            | |
| AAC     | Airworthiness Advisory Circular                  | |
| AACC    | Area Approach Control Center                     | |
| AADC    | Approach and Departure Control                   | |
| AAE     | Above Airport Elevation                          | |
| AAF     | Army Air Field                                   | Militärflugfeld |
| AAI     | Arrival Aircraft Interval                        | (air traffic control) |
| AAI     | Angle Of Approach Indicator                      | Anflugwinkelanzeiger |
| AAI     | Airports Authority of India                      | indische Flugsicherung |
| AAI     | Avionics Airworthiness Inspector                 | |
| AAI     | Air-to-Air Intercept                             | |
| AAI     | Air-to-Air Interface                             | |
| AAI     | Air-to-Air Interrogator                          | |
| AAI     | Antenna-Air Interface                            | |
| AAIB    | Air Accidents Investigation Branch (UK)          | britische Flugunfalluntersuchungsbehörde |
| AAIB    | Air Accidents Investigation Board                | Flugunfalluntersuchungsbehörde (z. B. Dänemark) |
| AAIM    | Aircraft Autonomous Integrity Monitoring         | bordautonome Integritätsüberwachung |
| AAIS    | Automatic Aerodrome Information Service          | |
| AAIU    | Air Accidents Investigation Unit                 | irische Flugunfalluntersuchungsbehörde |
| AAK     | Unit Load Device (ULD)                           | IATA-ID-Code für einen bestimmten Typ Luftfrachtcontainer – Iglu Einheit |
| AAL     | Above Aerodrome Level                            | Höhe über Flugplatz (Flughöhe); über Flugplatzniveau |
| AAM     | Aircraft Maintenance Manual                      | Regelwerk, das sämtliche Tätigkeiten in der Instandhaltung eines konkreten Flugzeugtyps verbindlich regelt. Es enthält rechtsverbindlich alle auszuführenden Arbeiten und liefert Daten zu deren Umsetzung. Es enthält zudem Hinweise zu anderen geltenden Regelwerken, wie zum Beispiel den geltenden Engineering Orders. |
| AAN     | Unit Load Device (ULD)                           | IATA-ID-Code für einen bestimmten Typ Luftfrachtcontainer – QC-Container |
| AAPA    | Association of Asia Pacific Airlines             | |
| AAR     | Air-to-Air Refuelling                            | Luftbetankung |
| AAR     | Authorised Airworthiness Representative          | |
| AAR     | Airport Arrival Rate                             | Anzahl der Flugzeuge je Stunde, die ein Luftraum oder Flughafen von der ARTCC annehmen kann |
| AAS     | Airport Advisory Service                         | |
| AAT     | Autopilot Automatic Thrust; Autopilot Autothrust | Automatische Schubkontrolle (am Autopiloten) |
| AATTC   | Advanced Airlift Tactics Training Center         | (USA) |
| AAU     | Authorised Approach UNICOM                       | |
| AAV     | Advanced Air Vehicle                             | |
| AAW     | Antiair Warfare                                  | |
| AAY     | Unit Load Device (ULD)                           | IATA-ID-Code für einen bestimmten Typ Luftfrachtcontainer – Euro-Container |

zum vorherigen Abschnitt – AA

### AB
(zum nächsten Abschnitt – AC) ... (zum Anfang der Liste)
AA; AB; AC; AD; AE; AF; AG; AH; AI; AK; AL; AM; AN; AO; AP; AQ; AR; AS; AT; AU; AV; AW; AZ
| AB     | Afterburner                        | Nachbrenner                                                                                              |
| ABA    | Highway Strip                      | Autobahn-Abschnitt: DDR-Bezeichnung für Autobahn-Behelfsflugplatz                                        |
| ABA    | Aircraft relevant bird area        | Luftfahrtrelevante Vogelvorkommen                                                                        |
| ABAS   | Aircraft Based Augmentation System | |
| ABATE  | Abatement                          | Verminderung (z. B. Noise Abatement – Lärmreduzierung)                                                   |
| ABB    |                                    | Allgemeine Beförderungsbedingungen (für Passagiere und Gepäck)                                           |
| ABC    | ABC-World Airlines Guide           | monatlich erscheinender Weltflugplan                                                                     |
| ABD    | Airbus Directives                  | |
| ABD    | Aircraft Baseline Definition       | (Airbus Industrie Standard)                                                                              |
| ABF    | Australian Ballooning Federation   | |
| ABL    | Airborne Laser                     | luftgestützte Laser-Angriffswaffe (beispielsweise ist die Boeing AL-1 ein fliegendes Laser-Waffensystem) |
| ABM    | Abeam                              | querab                                                                                                   |
| ABN    | Aerodrome Beacon                   | Flugplatzleuchtfeuer                                                                                     |
| ABN    | Abnormal                           | |
| ABNORM | Abnormal                           | |
| ABP    | Able Bodied Passenger              | nicht-behinderter Passagier                                                                              |
| ABS    | Anti Skid System                   | Antiblockiersystem (ursprünglich eine Erfindung der Flugzeugindustrie)                                   |
| ABS    | Automatic Brake System             | (McDonnell Douglas MD-80)                                                                                |
| ABS    | Air Base Squadron (USAF)           | |
| ABS    | Absolute                           | |
| ABT    | About                              | etwa |
| ABV    | Above                              | über (z. B. TEMPS NEG ABV 24000)                                                                         |

zum vorherigen Abschnitt – AB

### AC
(zum nächsten Abschnitt – AD) ... (zum Anfang der Liste)
AA; AB; AC; AD; AE; AF; AG; AH; AI; AK; AL; AM; AN; AO; AP; AQ; AR; AS; AT; AU; AV; AW; AZ
| AC         | Air Carrier                                          | Luftfrachtunternehmen |
| AC         | Alternating Current                                  | Wechselstrom |
| AC         | Air Charter                                          | |
| AC         | Convective Outlook                                   | Flugwettervorhersageart (siehe Flugwetter) |
| AC         | Advisory Circular                                    | FAA-Veröffentlichung |
| AC; A/C    | Air Conditioning                                     | Klimaanlage (Flugzeug) |
| AC         | Altitude Code                                        | |
| AC         | Altocumulus                                          | Altocumuluswolken (Wetterschlüssel für METAR und TAF) |
| AC         | Aerodynamic Center                                   | Aerodynamisches Zentrum (Flugmechanik) |
| AC         | Aircraft Commander                                   | Flugzeugkommandant |
| A/C        | Aircraft                                             | Luftfahrzeug (z. B. Flugzeug [= Airplane], Hubschrauber, Heißluftballon) |
| ACA        | Arctic control Area                                  | Nordpol Kontrollbezirk |
| ACAC       | Air Carrier Advisory Circular                        | |
| ACAM       | Aircraft Continuing Airworthiness Monitoring         | Überprüfung der Lufttüchtigkeit (Dokumentationen und Fluggerät) |
| ACARE      | Advisory Council for Aeronautics Research in Europe  | Organisation |
| ACARS      | ARINC Communications Addressing and Reporting System | Flugzeug-Telex, sendet Daten über SITA zur Zentrale der Fluggesellschaft |
| ACAS       | Airborne Collision Avoidance System                  | ICAO BezeichnungChapter 4 für das auf SSR Mode S und ADS-B aufbauendem System zur Vermeidung von Kollisionen zwischen Luftfahrzeugen, die US-Bezeichnung während der Entwicklung war BCAS (Beacon Collision Avoidance System), und auch nach Standardisierung von ACAS wird TCAS (Traffic Alert and Collision Avoidance System) in den USA genutzt |
| ACC        | Area Control Center; Area Control                    | Flugsicherungszentrale, Bezirkskontrollstelle, Bezirkskontrolle; die US-Bezeichnung ist Air Route Traffic Control Center (ARTCC) |
| ACC        | Air Combat Command                                   | Lufteinsatzkommando (z. B. USAF ACC) |
| ACC        | Accumulated                                          | kumuliert |
| ACC        | Accepted                                             | akzeptiert |
| ACC        | Automatic Code Change                                | akzeptiert |
| ACCA       | Advanced Composite Cargo Aircraft                    | eine Kompositversion der Dornier 328 |
| ACCC       | Airport Command Control Center                       | |
| ACCEL      | Acceleration, Accelerate                             | Beschleunigung |
| ACCID      | Initial Notification of an Aircraft Accident         | |
| ACCID      | Accident                                             | Unfall |
| ACD        | Airways Clearance Delivery                           | |
| ACDM       | Airport Collaborative Decision Making                | Konzept zur Optimierung der Bodenprozesse an europäischen Flughäfen (Airport Collaborative Decision Making) |
| ACDO       | Air Carrier District Office                          | |
| ACE        | Actuator Control Electronics                         | |
| ACE        | Aviation Combat Element                              | |
| ACESS      | Advanced Cabin Entertainment Service System          | (Boeing 747) |
| ACF        | Air Combat Fighter                                   | Kampfflugzeug – z. B. F-16 Fighting Falcon |
| ACFT       | Aircraft                                             | Luftfahrzeug, Flugzeug |
| ACG        | Austro Control (ATC)                                 | Austro Control GmbH (Österr. Ges. für Zivilluftfahrt) |
| ACH        | Aircraft Change                                      | Flugzeugwechsel; Flugzeugmusterwechsel |
| ACI        | Airports Council International                       | |
| ACI        | Analytical Condition Inspection                      | |
| ACI-Europe | Airports Council International Europe                | |
| ACIPS      | Airfoil and Cowl Ice Protection System               | |
| ACJ        | Airbus Corporate Jetliner                            | eine andere Bezeichnung für Airbus A319 CJ – auf dem Airbus A319 basierendes Geschäftsreiseflugzeug |
| ACK        | Acknowledge (message)                                | Bestätigungsmeldung, bestätige Meldung |
| ACKG       | Acknowledge                                          | bestätigen, anerkennen |
| ACL        | Anti Collision Light                                 | Positionslicht, Positionsblitz |
| ACL        | Aircraft List                                        | |
| ACL        | Altitude Check Location; Altimeter Check Location    | Höhenmesserkontrollpunkt |
| ACLS       | Automatic Carrier Landing System                     | automatisches Landesystem auf Flugzeugträgern (Flugzeugträger#Landung) |
| ACLT       | Actual Calculated Landing Time                       | |
| ACM        | Aircraft Condition Monitoring (Airbus A340)          | |
| ACM        | Additional Crew Member                               | zusätzliches Besatzungsmitglied (meist auf dem Jumpseat, evtl. ein Flugtrainer im Cockpit oder ein FAA Line Check Pilot) – auch als Extra Crew Member (XCR) bezeichnet |
| ACM        | Air Cycle Machine                                    | Kühlturbine |
| ACM        | Air Combat Mission                                   | Luftkampfeinsatz |
| ACM        | Airport Certification Manual                         | |
| ACM        | Air Cargo Manifest                                   | |
| ACM/ACT    | Air Combat Maneuvering/Aircrew Coordination Training | Luftkampftraining |
| ACMF       | Airplane Condition Monitoring Function               | |
| ACMI       | Aircraft, Crew, Maintenance, Insurance               | Flugzeug, Besatzung, Wartung, Versicherung; ACMI-Carrier; ACMI-Luftfrachtunternehmen; der Kunde mietet das Flugzeug mitsamt Besatzung, Wartung und Versicherung |
| ACMP       | Alternating Current Motor Pump                       | (eine elektrisch betriebenen Hydraulikpumpe – mit Wechselstrom betrieben) |
| ACMS       | Airplane Condition Monitoring System                 | Flugzeugzustandsüberwachungssystem |
| ACN        | Aircraft Classification Number                       | Lastwirkungsklassifikationszahl |
| ACR        | Aircraft Classification Rating                       | |
| ACO        | Aircraft Certification Office                        | |
| ACO        | Airspace Co-ordination Order                         | |
| ACP        | Audio Control Panel                                  | |
| ACP        | Airlift Command Post                                 | |
| ACP        | Above Counter Poise                                  | z. B. Höhe der Antenne über dem Counterpoise (leitende Fläche unter der/den Antenne(n), z. B. DVOR) |
| ACP        | Acceptance (message type designator)                 | |
| ACPA       | Air Canada Pilot Association                         | kanadische Pilotenvereinigung |
| ACPI       | Aileron Control Position Indicator                   | Querruder-Anzeige (zeigt die Stellung der Querruder an) |
| ACPT       | Accept, Accepted                                     | annehmen, angenommen |
| ACQ        | Acquisition                                          | (z. B.: ALT ACQ – ein Modus des Autopiloten – Boeing) |
| ACR        | Aircraft                                             | Flugzeug |
| ACRM       | Advanced Crew Resource Management                    | |
| ACR OPNS   | Aircraft Operations                                  | Flugbetrieb |
| ACRU       | Air Conditioning Refrigeration Unit                  | |
| ACS        | Air Conditioning System                              | Klimaanlage |
| ACS        | Acceptance of Standby Paper                          | von der Standbyliste akzeptiert |
| ACS        | Attitude Control System                              | |
| ACS        | Auxiliary Control System                             | (McDonnell Douglas MD-90 – elektronisches Kontrollsystem für das Höhenruder load feel und die Seitenruderbegrenzung) |
| ACT        | Active, Activated                                    | in Betrieb, in Betrieb gesetzt, Betrieb |
| ACT        | Additional Center Tank                               | Zusätzlicher Tank im Flugzeugrumpf |
| ACT        | Australia Central Time                               | (Zeitzone) |
| ACT        | Air Combat Training                                  | Luftkampftraining |
| ACT        | Advanced Control Technology                          | |
| ACTLW      | Actual Landing Weight                                | tatsächliches Landegewicht (Landing Weight) |
| ACTTOW     | Actual Take-Off Weight                               | tatsächliches Startgewicht |
| ACTVTY     | Activity                                             | Aktivität |
| ACTZFW     | Actual Zero Fuel Weight                              | tatsächliches Leertankgewicht (Zero Fuel Weight) |
| ACU        | Air Conditioning Unit                                | Klimatisierungseinheit |
| ACU        | Antenna/Coupler Unit                                 | siehe Omega-Navigationsverfahren |
| ACU        | Aircraft Control Unit                                | Flugzeugleitstelle, Flugeinsatzleitstelle |

zum vorherigen Abschnitt – AC

### AD
(zum nächsten Abschnitt – AE) ... (zum Anfang der Liste)
AA; AB; AC; AD; AE; AF; AG; AH; AI; AK; AL; AM; AN; AO; AP; AQ; AR; AS; AT; AU; AV; AW; AZ
| A/D; AD   | Aerodrome                                                                         | Flugplatz; Synonym für das englische Airport und Airfield; diese englische Unterscheidung ist aber nicht mit der strenger definierten deutschen Unterscheidung von Flughafen (groß; mit strengen gesetzlichen Vorschriften) und Landeplatz (kleiner; nicht so strenge Vorschriften) identisch |
| A/D; AD   | Analog/Digital, Analog to Digital                                                 | analog/digital (Analog-Digital-Umsetzer) |
| AD        | Airworthiness Directive                                                           | Lufttüchtigkeitsanweisung |
| AD        | Additional                                                                        | zusätzlich |
| ADA       | Advisory Airspace, Advisory Area                                                  | Beratungsbezirk; Flugverkehrsberatungsbezirk |
| ADA       | Airline Deregulation Act                                                          | |
| ADAHRS    | Air Data Attitude Heading Reference System                                        | Ein AHRS (Attitude and Heading Reference System) oder AHS mit integriertem ADC (Air Data Computer) |
| ADAO      | Authorised Design Approval Organisation                                           | |
| ADAPT     | Air Traffic Management Data Acquisition, Processing and Transfer                  | |
| ADAVCO    | Advanced Aviation Consultants                                                     | Deutsches Unternehmen für Strategieberatung für den Luftfahrtsektor (für Strategielösungen, Routen- und Flottenplanung) – ein MRO Consultant – siehe: Luftfahrzeug-Instandhaltung |
| ADC       | Aerodrome Chart                                                                   | |
| ADC       | Air Data Computer                                                                 | Luftdatenrechner zur Bestimmung der Geschwindigkeit und Flughöhe aus der Strömungsgeschwindigkeit mittels eines Pitotrohr und dem statischen Luftdruck. Siehe auch Fahrtmesser |
| ADC       | Analog to digital Converter                                                       | Analog-Digital-Umsetzer – ADU |
| ADCM      | Air Data Computer Module                                                          | Baugruppe des Air Data Computers innerhalb eines ADAHRS |
| ADD       | Acceptable Deferred Defects                                                       | wörtlich: zulässige vertagte Defekte: Befund an einem Fluggerät, der nicht sogleich behoben werden muss. Wird im Flugzeug-Log eingetragen und zu einem späteren Zeitpunkt erledigt. Hierbei müssen Richtlinien der Behörden eingehalten werden, die festlegen, wie lange mit einem solchen Defekt weiterhin geflogen werden darf |
| ADD       | Addition, Additional                                                              | Zusatz, zusätzlich |
| ADDFU     | Additional Fuel                                                                   | Zusatztreibstoff |
| ADDFUEL   | Additional Fuel                                                                   | Zusatztreibstoff |
| ADDN; ADD | Addition, Additional                                                              | Zusatz, zusätzlich |
| ADDU      | Air Data Display Unit                                                             | (elektronische) Flugdatenanzeige |
| ADECS     | Adaptive Engine Control System                                                    | |
| ADEP      | Aerodrome Of Departure                                                            | Startflugplatz |
| ADES      | Aerodrome Of Destination                                                          | Zielflugplatz |
| ADF       | Automatic Direction Finder (Automatic directionfinding equipment)                 | Automatischer Funkpeiler; Automatisches Peilgerät; Funkkompass; Radiokompass |
| ADF       | Air Defense Fighter                                                               | z. B. F-16 – mit neuer Avionik, verbessertem Radar und Aufhängungen für AIM-Sparrow |
| ADF/AAF   | Aircraft Deicing/Anti-icing Fluid                                                 | Flüssigkeit zur Flugzeugenteisung |
| ADG       | Air-Driven Generator                                                              | andere Bezeichnung für Ram-Air-Turbine (z. B. bei Canadair) |
| ADGS      | Aircraft Docking Guidance System                                                  | Visual docking guidance system |
| ADI       | (Electromechanical) Attitude Director Indicator oder Attitude Direction Indicator | Fluglageanzeiger, Künstlicher Horizont |
| ADI       | Anti Detonation Injection, Water Injection                                        | explosionssichere Einspritzung; Einspritzung von Wasser oder eines Wasser/Ethanol-Gemischs (50:50) (auch Wasser/Methanol) in den Zylinder des Verbrennungsmotors (Triebwerk), wegen der starken Motorbeanspruchung meist nur für einige Minuten – z. B. zum Start um noch mehr Leistung aus dem Motor zu kitzeln; ohne ADI-Wassereinspritzung erhitzen die Triebwerke sehr stark, was der limitierende Betriebsparameter ist, zur Kühlung wird deshalb ohne ADI-Einspritzung ein fettes Treibstoffgemisch in den Zylinder eingespritzt, um mit dem Treibstoffüberschuss zu kühlen – teuer aber effektiv, dadurch ist das Treibstoff-Luft-Verhältnis für die Verbrennung nicht optimal, weil zu fett; mit ADI-Kühlung wird genau soviel Treibstoff in die Zylinder gespritzt, um ein optimales Treibstoff-Luft-Verhältnis für eine optimale Verbrennung zu erhalten; die Kühlung der Zylinder von innen übernimmt die ADI – die zusätzlich (wohldosierte) Wassereinspritzung (Beispiel: der Rolls-Royce Griffon Motor benötigt für ADI 0,5 lbs Wasser auf 1 lbs Treibstoff); ADI gibt dem Motor nicht mehr Leistung, sondern erlaubt lediglich ein höheres Power-Setting ohne Detonationen (Frühzündung oder Fehlzündung); die Kühlung kommt von der Verdunstungskälte des Wassers; der zugesetzte Alkohol erleichtert und beschleunigt noch die Kühlung und verhindert das Einfrieren des Wassers; ADI erlaubt eine Gemischabmagerung von „maximum rich“ auf „beste Power-Einstellung“; wurde vom Zweiten Weltkrieg bis 1950 für große kolbenmotorgetriebene Flugzeuge eingesetzt; durch den hohen Ladedruck verhindert ADI eine Frühzündung. |
| ADIRS     | Air Data and Inertial Reference System                                            | |
| ADIRU     | Air Data Inertial Reference Unit                                                  | bei Airbus und Boeing |
| ADIZ      | Air Defense (and) Identification Zone                                             | Flugüberwachungszone; Luftverteidigungszone |
| ADJ       | Adjacent                                                                          | benachbart, nächste |
| ADJ       | Adjusted; Adjustment                                                              | angepasst; Anpassung |
| ADLY      | Arrival Delay                                                                     | |
| ADM       | Administration                                                                    | Verwaltung |
| ADM       | Aeronautical Decision Making                                                      | |
| ADM       | Air Data Module                                                                   | Modul zum Umwandeln von Luftdruckwerten in Digitale Werte (Pitot/Static) |
| ADO       | Aerodrome Office                                                                  | |
| ADP       | Air Driven Pump, Air Driven Demand Hydraulic Pump                                 | von Druckluft angetriebene Pumpe (im Gegensatz zur Engine Driven Pump – EDP – vom Triebwerk angetriebene Pumpe) |
| ADP       | Airside Driver permit                                                             | |
| A-DPI     | ATC Departure Planning Information Message                                        | |
| ADR       | Advisory Route                                                                    | Flugverkehrsberatungsstrecke |
| ADR       | Airport Departure Rate                                                            | |
| ADR       | Air Data Reference                                                                | Teil des ADIRS |
| ADRs      | Address                                                                           | 6NBSP, |
| ADRT      | Alternate Departure Route                                                         | |
| ADS       | Automatic Dependent Surveillance                                                  | Automatische bordabhängige Überwachung; Positionsdarstellung von Flugzeugen |
| ADS       | Address                                                                           | Adresse |
| ADS-B     | Automatic Dependent Surveillance – Broadcast                                      | das System sendet ständig über Funk die GPS-Daten der Flugzeugposition, sowie das Flugzeugkennzeichen, Flughöhe, Geschwindigkeitsvektor und Flugrichtung an alle anderen Flugzeuge und die Flugsicherung. Diese Information kann im cockpit mittels Cockpit Display of Traffic Information – CDTI – angezeigt werden |
| ADS-C     | Automatic Dependent Surveillance – Contract                                       | |
| ADSU      | Automatic Dependent Surveillance Unit                                             | |
| ADT       | Adult                                                                             | Erwachsener |
| ADU       | Analog to digital Converter (ADC)                                                 | Analog-Digital-Umsetzer |
| ADV       | German Airports Association                                                       | Arbeitsgemeinschaft Deutscher Verkehrsflughäfen |
| ADV       | Advisory                                                                          | Advisory Conditions sind Zustände bestimmter Parameter beim ECAM (Selbstdiagnose-System bei Airbus), die noch nicht kritisch sind, aber beobachtet werden müssen. Wenn eine Advisory Condition festgestellt wird, blinkt ADV auf dem oberen ECAM-Display und der betroffene Parameter auf dem unteren Bildschirm blinkt grün. Bei einer Verschlechterung des Wertes müssen ggf. weitere Maßnahmen ergriffen werden. Ein Beispiel ist eine geringfügig erhöhte Öltemperatur eines Triebwerks. |
| ADV       | Advisory Area                                                                     | Beratungsbezirk |
| ADV       | Advance; Advanced                                                                 | |
| ADV       | Air Defense Variant                                                               | Luftverteidigungsvariante, Luftverteidigungsalternative |
| ADVS      | Advise                                                                            | (z. B. der Flugsicherung) mitteilen |
| ADZ       | Advise                                                                            | Beratung |

zum vorherigen Abschnitt – AD

### AE
(zum nächsten Abschnitt – AF) ... (zum Anfang der Liste)
AA; AB; AC; AD; AE; AF; AG; AH; AI; AK; AL; AM; AN; AO; AP; AQ; AR; AS; AT; AU; AV; AW; AZ
| A&E     | Aircraft and Engine                                      | Flugzeug und Triebwerk; Aircraft and Engine Mechanic (dazu passend die: A&E Mechanic’s school) |
| AEA     | Association of European Airlines                         | Vereinigung der europäischen Fluggesellschaften                                                |
| AEADC   | Aircraft Engine & Accessory Development Co.              | (Hersteller für Flugmotoren – USA, Jenkinstown, PA)                                            |
| AED     | Automated External Defibrillator                         | Automatisierter externer Defibrillator                                                         |
| AEEA    | Aft Electronic Equipment Area                            | (Lockheed L-1011 TriStar)                                                                      |
| AEEC    | Airlines Electronic Engineering Committee                |                                                                                                |
| AeCS    | Swiss Aeroclub                                           | Aero-Club der Schweiz                                                                          |
| AEIS    | Aeronautical Enroute Information Service                 |                                                                                                |
| AEM     | Audio Entertainment Multiplexer                          |                                                                                                |
| AENA    | Aeropuertos Españoles y Navegación Aérea                 | Organisation der spanischen Flughafen und Flugsicherung                                        |
| AEO     | Air Electronics Officer                                  |                                                                                                |
| AEO     | All Engines Operating                                    | Betriebszustand: alle Triebwerke geben Leistung                                                |
| AEP     | Aerodrome Emergency Plan                                 |                                                                                                |
| AER     | Approach End of Runway                                   | das erste Stück der Landebahn, das für das Aufsetzen zur Verfügung steht                       |
| AER     | Authorised Engineering Representative                    |                                                                                                |
| AERAD   | Flight Information Publication (produced by Racal Aerad) |                                                                                                |
| AERADIO | Air Radio                                                |                                                                                                |
| AERIS   | Automatic Enroute Information Service                    |                                                                                                |
| AERO    | Aerodrom                                                 | Flugplatz (Flughafen?)                                                                         |
| AERO    | Aircraft Engines Repair Overhaul                         | Lufthansa-Tochtergesellschaft                                                                  |
| AERO    | Aviation Education Review Organization                   | Organisation zur Überprüfung der fliegerischen Ausbildung                                      |
| AES     | Aerodrome Emergency Service                              | Flugplatznotfalldienste                                                                        |
| AES     | Aircraft Earth Station                                   |                                                                                                |
| AET     | Australia Eastern Time                                   | (Zeitzone)                                                                                     |
| AEW     | Airborne Early Warning                                   | luftgestützte Frühwarnung                                                                      |
| AEW&C   | Airborne Early Warning and Control                       |                                                                                                |

zum vorherigen Abschnitt – AE

### AF
(zum nächsten Abschnitt – AG) ... (zum Anfang der Liste)
AA; AB; AC; AD; AE; AF; AG; AH; AI; AK; AL; AM; AN; AO; AP; AQ; AR; AS; AT; AU; AV; AW; AZ
| AF        | Air Force                                                     | Luftwaffe |
| AF        | Alternate Fuel                                                | Reservetreibstoff für den Flug zum Ausweichflugplatz (Alternate) |
| AF AUX    | Air Force Auxiliary Field                                     | (inaktives) Alternate der Luftwaffe |
| AFB       | Air Force Base (USA)                                          | Luftwaffenstützpunkt, Militärfliegerhorst |
| AFB       | Automatic Fuel Burn                                           | (McDonnell Douglas MD-80 – ein System von Schwimmerschaltern, die die Treibstoffpumpe Center tank regulieren, um die Vereisungsgefahr der Tragflächen zu reduzieren) |
| AFC       | Automatic Frequency Control                                   | |
| AFCAC     | African Civil Aviation Commission                             | |
| AFCAS     | Automatic Flight Control and Augmentation System (Fokker 100) | |
| AFCS      | Automatic Flight Control System                               | |
| AFD       | Adaptive Flight Display                                       | wählbare Bildschirmdarstellung |
| A/FD; AFD | Airport/Facility Directory                                    | Flughafen/Flugeinrichtungsverzeichnis |
| AFDCS     | Automatic Flight Director Computer                            | Autopilot – Boeing 777 |
| AFDS      | Autopilot Flight Director System                              | eine Komponente des Auto Flight System (AFS), das wiederum ein Teil des Flight Management Systems ist (FMS)                                                          |
| AFDX      | Avionics Full DupleX Switched Ethernet                        | Protokoll zur Kommunikation zwischen Flugzeugsystemen (Avionik) |
| AFE       | Above Field Elevation                                         | die absolute Höhe über dem höchsten Punkt im Landebereich einer Landebahn                                                                                            |
| AFF       | Affirmative (Yes)                                             | das ist korrekt; korrekt; ja; Ok |
| AFFF      | Aqueous Film-Forming Foam                                     | Löschschaum-System auf Flugzeugträgern |
| AFGS      | Automatic Flight Guidance System                              | |
| AFI       | Air Force Instruction (USA)                                   | Instruktion der Luftwaffe (USA) |
| AFIL      | Flight Plan Filed In The Air, Air-Filed Flight Plan           | Flugplanabgabe in der Luft; während des Fluges aufgegebener Flugplan                                                                                                 |
| AFIS      | Aerodrome Flight Information Service                          | Flugplatz-Fluginformationsdienst |
| AFIS      | Airborne Flight Information System                            | |
| AFIS      | Automatic Flight Information System                           | |
| AFJ       | Arctic Front Jet                                              | (Wetterschlüssel für METAR und TAF) |
| AFL       | Above Field Level                                             | über Platzniveau |
| AFL       | Air Flow                                                      | 6NBSP, |
| AFLD      | Airfield                                                      | Flugplatz |
| AFM       | Airplane Flight Manual, Aircraft Flight Manual                | Flugzeughandbuch; ein anderer Name für: Pilots’ Operation Handbook – POH; (von der FAA für einen bestimmten Flugzeugtyp zugelassen)                                  |
| AFM       | Yes, affirm, affirmative, that is correct                     | ja, ich bestätige, das ist korrekt |
| AFMC      | Air Force Materiel Command                                    | |
| AFM-DPI   | Airplane Flight Manual – Digital Performance Information      | |
| AFMS      | Airplane Flight Manual Supplements                            | Ergänzungen zum Flughandbuch |
| AFN       | ATS Facilities Notification                                   | |
| AFOD      | Army Flight Operations Detachment (US Army)                   | Flugoperations-Zweigstelle der US-Armee |
| AFOLTS    | Automatic Fire Overheat Logic Test System                     | |
| AFP       | Airspace Flow Program                                         | |
| AFP       | ATC Flight Plan                                               | Flugplan für den Flugverkehrskontrolldienst |
| AFR       | Air Fuel Ratio                                                | Luft-Treibstoff-Gemisch – wird durch Leanen (Abmagern) beeinflusst                                                                                                   |
| AFRC      | Air Force Reserve Command                                     | |
| AFRC      | Aircraft Flight Risk Clause                                   | |
| AFS       | Aeronautical Fixed Service                                    | fester Flugfernmeldedienst |
| AFS       | Auto Flight System, Automatic Flight System                   | eine Komponente des Flight Management Systems (FMS) |
| AFS       | Advanced Function Simulator                                   | |
| AFSBw     | Amt für Flugsicherung der Bundeswehr                          | militärische Flugsicherung in Deutschland |
| AFSC      | Aggregated Friction Seal Coat                                 | |
| AFSK      | Audio Frequency Shift Keying                                  | ein digitaler Modus der Funkkommunikation |
| AFSOK     | Air Force Special Operations Command                          | |
| AFSS      | Automated Flight Service Station                              | Automatischer Fluginformationsdienst |
| AFT       | After                                                         | nach (Zeit) |
| AFT       | Aft                                                           | Heck, hinten |
| AFTN      | Aeronautical Fixed Telecommunication Network                  | Festes Flugfernmeldenetz |
| AFVG      | Anglo-French Variable Geometry                                | englisch-französischer Schwenkflügler |
| AFWA      | Automatic Flight Weather Advisory                             | Automatische Flugwetteransage |

zum vorherigen Abschnitt – AF

### AG
(zum nächsten Abschnitt – AH) ... (zum Anfang der Liste)
AA; AB; AC; AD; AE; AF; AG; AH; AI; AK; AL; AM; AN; AO; AP; AQ; AR; AS; AT; AU; AV; AW; AZ
| A/G   | Air/Ground, Air-To-Ground Communication Station                 | Bord/Boden |
| A-G   | Arresting Gear                                                  | Fahrwerk (Flugzeug) fixieren / Flugzeugfanganlage z. B. Netz- oder Seilfanganlagen auf milit. Flugplätzen oder Flugzeugträgern |
| AGA   | Unit Load Device (ULD)                                          | IATA-ID-Code für einen bestimmten Typ Luftfrachtcontainer – 20-Fuß-Container |
| AGA   | Aerodromes, Air-Routes And Ground Aids                          | Flugplätze, Flugstrecken und Bodenhilfen (ein Kapitel im AIP) |
| AGA   | Again                                                           | wieder |
| AGARD | Advisory Group for Aeronautical Research and Development (NATO) | the agency changed its name to NATO’s Research & Technology Organization, RTO |
| AGATE | Advanced General Aviation Transport Experiments                 | Konsortium aus NASA, FAA, Flugzeugindustrie und Universitäten – zur Schaffung des Small Aviation Transportation Systems (SATS) als Alternative zu Kurzstrecken-Autofahrten |
| AGB   | Accessory Gear Box                                              | (Getriebe, das von der Turbinenwelle Energie abzapft, um damit „Zusatzgeräte“ zu betreiben) |
| AGC   | Automatic Gain Control                                          | |
| AGD   | Aircraft General Declaration; General Declaration (Air)         | bei internationalen Flügen erforderlich, der Kapitän ist dafür verantwortlich und unterzeichnet es; enthält: Details zur Besatzung, Flugzeugregistrierung, Flugnummer, Betreiber, Flugroute, Passagiere (wie viel sind wo aus- und zugestiegen), Gesundheitserklärung (außer Luftkrankheit, kranke oder verletzte Personen an Bord, Personen mit Krankheitszeichen; Personen mit Krankheitszeichen, die das Flugzeug bereits bei einem Zwischenstopp verlassen haben, Desinfektionsmaßnahmen während des Fluges); auf jedem Start- und Zielflugplatz müssen zwei Kopien der Flughafenbehörde ausgehändigt werden, ebenso bei Zwischenstopps, auf Anforderung auch an den Zoll |
| AGE   | Aircraft Ground Equipment                                       | |
| AGFS  | Aviation Gridded Forecast System                                | |
| AGHT  | Actual Ground Handling Start Time                               | |
| AGI   | Advanced Ground Instructor                                      | |
| AGI   | Air Ground Indication System                                    | (Boeing) |
| AGL   | Above Ground Level                                              | Höhe über Grund (siehe auch AMSL) |
| AGM   | Air-to-Ground-Missile                                           | Luft-Boden-Rakete |
| AGN   | Again                                                           | nochmals, wieder |
| AGNIS | Azimuth Guidance Nose-in-Stand                                  | |
| AGR   | Active Guard Reserve                                            | (Teil der United States Army National Guard) siehe: Nationalgarde der Vereinigten Staaten und Air National Guard |
| AGRIC | Agricultural                                                    | landwirtschaftlich |

zum vorherigen Abschnitt – AG

### AH
(zum nächsten Abschnitt – AI) ... (zum Anfang der Liste)
AA; AB; AC; AD; AE; AF; AG; AH; AI; AK; AL; AM; AN; AO; AP; AQ; AR; AS; AT; AU; AV; AW; AZ
| AH   | Artificial Horizon                                      | künstlicher Horizont |
| AH   | After Hours                                             | |
| AH   | Alert Height                                            | |
| AHM  | Airport handling manual                                 | |
| AHP  | Army Heliport                                           | Armee-Hubschrauberlandeplatz |
| AHRS | Attitude and Heading Reference System                   | Fluglage-/Kursanzeigesystem – ein Navigationssystem (besteht bei der MD-80 aus drei Beschleunigungsmessern und zwei Gyroskopen, die Lage- und Richtungsinformationen werden in die Flugzeugsysteme eingespeist und im Cockpit angezeigt) |
| AHS  | Digital Strapdown Attitude and Heading Reference System | Ein AHRS mit drei Gyroskopen und Beschleunigungsmessern die jeweils orthogonal angeordnet sind. Die Sensoren sind fest mit der Flugzeugstruktur verbunden und nicht auf einer Rahmenplattform angeordnet. Die Lagewinkel- und Kurswinkelberechnung erfolgt über Digitalrechner und nicht über einen Servoantrieb einer Plattform. Durch die Vermeidung von bewegten Teilen sind Strapdownsysteme robuster und weisen eine höhere Lebensdauer auf. |

zum vorherigen Abschnitt – AH

### AI
(zum nächsten Abschnitt – AK) ... (zum Anfang der Liste)
AA; AB; AC; AD; AE; AF; AG; AH; AI; AK; AL; AM; AN; AO; AP; AQ; AR; AS; AT; AU; AV; AW; AZ
| AI      | Attitude Indicator                                           | Fluglageanzeiger/Künstlicher Horizont |
| A/I     | Anti Ice                                                     | Vereisungsschutz/Enteisung |
| AIAA    | American Institute of Aeronautics and Astronautics           | Amerikanisches Institut für Luft- und Raumfahrt |
| AIBT    | Actual In-Block Time                                         | |
| AIC     | Aeronautical Information Circular                            | Luftfahrtsinformationsrundschreiben; Luftfahrtinformationsblatt |
| AICB    | Alliance Internationale Contre le Bruit                      | Europäische Vereinigung gegen die schädlichen Auswirkungen des Luftverkehrs |
| AIDC    | ATS Interfacility Data Communication                         | ICAO-Protokoll zur automatisierten Übergabe der Kontrolle und Kommunikation von einem Lotsen zu einem anderen, z. B. wenn ein Flugzeug die FIR wechselt                                    |
| AIDS    | Aircraft Integrated Data System                              | (z. B. Quick Access Recorder – QAR – for AIDS – Boeing 747; Airbus) |
| AIDS    | (Aviation) Accident/Incident Data System                     | öffentliche Datenbank der von der Federal Aviation Administration (FAA) gesammelten Daten und Statistiken                                                                                  |
| AIDU    | Aeronautical Information Documents Unit (RAF)                | |
| AIG     | Accident Investigation                                       | Flugunfalluntersuchung (Deutschland: Bundesstelle für Flugunfalluntersuchung; USA: National Transportation Safety Board)                                                                   |
| AIL     | Aileron                                                      | Querruder |
| AIL     | Autopilot Interlock                                          | |
| AIM     | Aeronautical Information Manual; Airmen’s Information Manual | Piloten-Handbuch |
| AIM     | Air (to Air) Interception Missile                            | Luft-Luft-Rakete, Luft-Luft-Abfangrakete, Luft-Luft-Abwehrgeschoss |
| AIMS    | Airbus Industries Material Specification                     | Airbus Werkstoffspezifikation |
| AIMS    | Aircraft Integrated Monitoring System                        | Flugzeugintegriertes Zustandsüberwachungssystem |
| AIMS    | Aircraft Information Management System                       | |
| AIP     | Aeronautical Information Publication                         | Luftfahrthandbuch |
| AIP-AMD | AIP-Amendment                                                | Berichtigung zur AIP |
| AIP-SUP | AIP-Supplement                                               | Ergänzung zur AIP |
| AIP-VFR | AIP-Visual Flight Rules                                      | AIP-Kapitel für Sichtflug |
| AIR     | Airworthiness                                                | Lufttüchtigkeit |
| AIR     | Aerospace Information Report                                 | |
| AIRAC   | Aeronautical Information Regulation and Control              | System zur Regelung der Verbreitung von Luftfahrtinformationen (siehe NOTAM), der AIRAC Cycle ist alle 28 Tage (Donnerstag) (AIRAC Cycle – Aktualisierungszyklus – z. B. AIRAC Cycle 0610) |
| AIRC    | Aeronautical Information and Control                         | |
| AIREP   | Air-Report (spoken form)                                     | Flugmeldung (Position; Wetterbedingungen; mündlich im Flug übermittelt) |
| AIRIMP  | ATC and IATA Reservations Interline Message Procedure        | Standardformat für die Kommunikation zwischen den Fluggesellschaften |
| AIRMET  | Airmen’s Meteorological Information                          | Wetterberatungssystem für den Flugverkehr |
| AIRPROX | Air Proximity Hazard                                         | Luftfahrzeugannäherung (siehe auch Near Miss) |
| AIS     | Aeronautical Information Service                             | Flugberatungsdienst – Service der Flugsicherung (DFS) |
| AIS-C   | AIS-Center                                                   | |
| AIT     | Automated Information Transfer                               | |
| AIU     | Audio Interface Unit                                         | |
| AIV     | Anti Icing Valve (A320)                                      | |

zum vorherigen Abschnitt – AI

### AK
(zum nächsten Abschnitt – AL) ... (zum Anfang der Liste)
AA; AB; AC; AD; AE; AF; AG; AH; AI; AK; AL; AM; AN; AO; AP; AQ; AR; AS; AT; AU; AV; AW; AZ
| Akaflieg | Akademische Fliegergruppen | (an Technischen Hochschulen und Universitäten)                                         |
| AKE      | Unit Load Device (ULD)     | IATA-ID-Code für einen bestimmten Typ Luftfrachtcontainer – LD3-Container              |
| AKH      | Unit Load Device (ULD)     | IATA-ID-Code für einen bestimmten Typ Luftfrachtcontainer – Container                  |
| AKN      | Unit Load Device (ULD)     | IATA-ID-Code für einen bestimmten Typ Luftfrachtcontainer – LDSCont. m. fester Tür/VAL |

zum vorherigen Abschnitt – AK

### AL
(zum nächsten Abschnitt – AM) ... (zum Anfang der Liste)
AA; AB; AC; AD; AE; AF; AG; AH; AI; AK; AL; AM; AN; AO; AP; AQ; AR; AS; AT; AU; AV; AW; AZ
| AL       | General Aviation                                                         | Allgemeine Luftfahrt |
| AL       | Airborne Laser                                                           | luftgestützte Laserwaffe |
| AL2004   | NDB Address List 2004 (a publication, produced by Malmoe Shortwave Club) | |
| ALA      | Approach and Landing                                                     | Anflug und Landung |
| ALA      | Approach and Landing Accident                                            | Anflug- und Landeunfall |
| ALA      | Authorised Landing Area                                                  | genehmigter Landebereich |
| ALA      | Aircraft Landing Area                                                    | (Australien) |
| ALAR     | Approach and Landing Accident Reduction                                  | Reduzierung der Unfälle bei Anflug und Landung (Arbeitsgruppe der Flight Safety Foundation, FSF)                                                              |
| ALARP    | As Low as Reasonably Practical                                           | |
| ALCE     | Airlift Control Element                                                  | |
| ALD      | Actual Landing Distance; Available Landing Distance                      | verfügbare Landestrecke; aktuelle Landestrecke |
| ALDT     | Actual Landing Time                                                      | |
| ALERFA   | Alert phase                                                              | Bereitschaftsstufe (bei Luftnotfällen; siehe SAR) |
| ALF      | Accurate Positioning by Low Frequency                                    | Dienst der Deutschen Telekom zur Übermittlung von DGPS-Korrekturdaten                                                                                         |
| ALF      | Auxiliary Landing Field                                                  | Notlandefeld |
| ALI      | Airworthiness Limitation Item                                            | Bauteil mit beschränkter Lebenszeit |
| ALLTOF   | Allowable Take Off Fuel                                                  | |
| ALM      | Alarm                                                                    | Alarm |
| ALM      | Aircraft Landing Minima                                                  | |
| ALO      | Air Liaison Officer                                                      | Verbindungsoffizier |
| ALPA     | Air Line Pilots Association                                              | amerikanischer Pilotenverband (die größte Airline-Piloten-Gewerkschaft; 40.000 Mitglieder; USA und Kanada)                                                    |
| ALR      | Alerting Message                                                         | Alarmierungsmeldung |
| ALRT     | Alert                                                                    | Alarm |
| ALS      | Approach Lighting System                                                 | Anflug-Befeuerungssystem |
| ALS      | Autothrottle Limit Switch                                                | |
| ALSF     | Approach Light System with Sequenced Flashing Lights in ILS              | Anflugleuchtfeuer mit Sequenzlichtern (unterteilt in ALSF-1 und ALSF-2; ALSF-2 hat zusätzlich auf den letzten 1000 ft an den Seiten eine Reihe roter Lichter) |
| ALSF-1   | Approach Light System with Sequenced Flashing Lights in ILS              | Standard: 2400 Fuß sehr starkes Anflugbefeuerungssystem mit Sequenzlichtern (Kategorie 1 Konfiguration)                                                       |
| ALSF-2   | Approach Light System with Sequenced Flashing Lights in ILS              | Standard: 2400 Fuß sehr starkes Anflugbefeuerungssystem mit Sequenzlichtern (Kategorie 2 Konfiguration)                                                       |
| ALT      | Alternating                                                              | abwechselnd |
| ALT      | Alternate (Airport)                                                      | Ausweichflughafen (für die Ausweichlandung) |
| ALT      | Alternate (System)                                                       | Reservesystem |
| ALT      | Altimeter                                                                | Höhenmesser |
| ALT      | Altitude                                                                 | Flughöhe (mit QNH-Einstellung – also ü. d. M.), Höhe über mittl. Meeresspiegel                                                                                |
| ALT ACQ  | Altitude Acquire                                                         | |
| ALT HOLD | Altitude Hold                                                            | Höhe halten (Modus am Autopiloten) |
| ALTM     | Altimeter                                                                | Höhenmesser |
| ALTN     | Alternate Aerodrome                                                      | Ausweichflugplatz (siehe auch Flughafen) |
| ALTN     | Alternating                                                              | |
| ALTRV    | Altitude Reservation                                                     | |
| ALT/S    | Altitude Select                                                          | |
| ALW      | Allowable Landing Weight                                                 | zulässiges Landegewicht |
| AMGR     | Airport Manager                                                          | |

zum vorherigen Abschnitt – AL

### AM
(zum nächsten Abschnitt – AN) ... (zum Anfang der Liste)
AA; AB; AC; AD; AE; AF; AG; AH; AI; AK; AL; AM; AN; AO; AP; AQ; AR; AS; AT; AU; AV; AW; AZ
| AM        | Amplitude Modulated, Amplitude Modulation          | Amplitudenmodulation |
| AM        | Aircraft Marshaller                                | |
| AMA       | Area Minimum Altitude                              | Minimumbezirkshöhe |
| AMA7      | Unit Load Device (ULD)                             | IATA-ID-Code für einen bestimmten Typ Luftfrachtcontainer – 10-Fuß-Container mit flexibler Tür                                            |
| AMA8      | Unit Load Device (ULD)                             | IATA-ID-Code für einen bestimmten Typ Luftfrachtcontainer – 10-Fuß-Container mit fester Tür                                               |
| AMAN      | Arrival Manager                                    | |
| AMASS     | Airport Movement Area Safety System                | |
| AMB       | Amber                                              | bernsteinfarben (Wetterschlüssel – Militär – Hauptwolkenuntergrenze 200 ft, Bodensicht 0,8 km) (siehe: Color-Code)                        |
| AMB       | Ambient                                            | Umgebungs- |
| AMC       | Acceptable Means of Compliance                     | Requirements der EASA bzw. JAA |
| AMC       | Air Mobility Command                               | |
| AMC       | Automatic Mixture Control                          | |
| AMC       | Aviation Medical Centre Aeromedical Center         | Flugmedizinisches Zentrum (Pilotentest)                                                                                                   |
| AMD       | Amend; Amended                                     | Ändern, geändert (Wetterschlüssel) |
| AMD       | Aircraft Manufacturing and Development Co.         | ein Flugzeughersteller in den USA (Georgia), – AMD Alarus und AMD Zodiac                                                                  |
| AMDT      | Amendment (AIP Amendment)                          | |
| AME       | Aviation Medical Examiner                          | Fliegerarzt |
| AME       | Aircraft Maintenance Engineer                      | |
| AMEL/S    | Airplane Multi-Engine Land/Sea                     | |
| AMES      | AMES Type 7000                                     | Navigationssystem der Royal Air Force während des Zweiten Weltkrieges (Synonym für Grid-Navigation)                                       |
| AMF       | Unit Load Device (ULD)                             | IATA-ID-Code für einen bestimmten Typ Luftfrachtcontainer                                                                                 |
| AMG       | Unit Load Device (ULD)                             | IATA-ID-Code für einen bestimmten Typ Luftfrachtcontainer – 10-Fuß-Container mit flexibler Tür                                            |
| AMHS      | Air Traffic Services (ATS) Message Handling System | häufig auch als „Aeronautical Message Handling System“ bezeichnet, Teil des Aeronautical Fixed Service                                    |
| AMI       | Airline Modifiable Information                     | |
| AMI       | Aircraft, Maintenance, Insurance                   | Flugzeug, Wartung, Versicherung; der Kunde mietet das Flugzeug mitsamt Wartung und Versicherung, aber ohne Besatzung (das wäre dann ACMI) |
| AMLCD     | Active Matrix Liquid Crystal Display               | Aktivmatrix-Flüssigkristallanzeige (= LC-Bildschirm mit verstärkter Leuchtkraft) – z. B. in der F-15 Eagle                                |
| AMM       | Aircraft Maintenance Manual                        | Flugzeug-Wartungshandbuch |
| AMOC      | Alternative Methods of Compliance                  | (beim Umgang mit einer Lufttüchtigkeitsanweisung)                                                                                         |
| AMP       | Amplifier                                          | Verstärker |
| AMP       | Avionics Modernisation Program                     | (Boeing) |
| AMP; AMPS | Amperes                                            | Ampere |
| AMPS      | Air Mission Planning System                        | |
| AMS       | Aeronautical Mobile Service                        | Beweglicher Flugfunkdienst |
| AMS       | Avionics Management System                         | (militärische Analogie zur Central Display Unit – CDU – des Flight Management Computers – FMC)                                            |
| AMSL      | Above Mean Sea Level                               | über der mittleren Meereshöhe |
| AMT       | Aviation Maintenance Technician                    | Flugzeug-Servicetechniker |
| AMU       | Audio Management Unit                              | (Boeing 747) |
| AMVER     | Automated Mutual-Assistance Vessel Rescue System   | |
| AMXS      | Aircraft/Helicopter Maintenance Squadron           | (Air National Guard – ANG) |

zum vorherigen Abschnitt – AM

### AN
(zum nächsten Abschnitt – AO) ... (zum Anfang der Liste)
AA; AB; AC; AD; AE; AF; AG; AH; AI; AK; AL; AM; AN; AO; AP; AQ; AR; AS; AT; AU; AV; AW; AZ
| A/N    | Alpha/Numeric                         | Alphanumerische Zeichen |
| ANAE   | French National Air and Space Academy | Académie Nationale de L’Air et de L’Espace |
| ANC    | Active Noise Control System           | siehe: Aktive Lärmunterdrückung |
| ANC    | Air Navigation Commission             | (ICAO) |
| ANCMT  | Announcement                          | 6NBSP, |
| AND    | Aircraft Nose Down                    | (Trimmung) |
| ANDS   | Accelerate North; Decelerate South    | Merksatz für Kompassfehler – Drehfehler des Magnetkompasses auf Ost- oder Westkursen: Beschleunigen – er dreht auf Nord, Abbremsen – er dreht auf Süd |
| ANG    | Air National Guard (USA)              | fliegende Einheiten der US-Nationalgarde |
| ANGB   | Air Nautical Guard Base               | |
| ANL    | Automatic Noise Limiter               | automatische Störunterdrückung und -begrenzung (in Hoch- und Niederfrequenzverstärkern)                                                               |
| ANM    | ATFN Notification Message             | |
| ANN    | Announce; Annunciator Panel           | Mitteilen, Anzeige- und Warntafel |
| ANNUNC | Annunciator                           | Anzeige(-Lampe) |
| ANO    | Air Navigation Order (UK)             | Luftfahrtgesetz (Großbritannien) |
| ANP    | Actual Navigation Performance         | auch als Estimated Position Error (EPE) bezeichnet |
| ANP    | Air Navigation Plan                   | der Flugsicherung (EUR ANP) |
| ANR    | Active Noise Reduction                | Aktive Lärmunterdrückung; verstärkergeregelte Störgeräuschunterdrückung (durch Phasenverschiebung, z. B. in Kopfhörern)                               |
| ANS    | Air Navigation Services               | siehe: Austro Control (Österreichische Gesellschaft für Zivilluftfahrt)                                                                               |
| ANS    | Ambient Noise Sensor                  | (Boeing) |
| ANSP   | Air Navigation Service Providers      | Flugsicherungsorganisation (siehe Flugsicherung) |
| ANT    | Antenna                               | Antenne |
| ANU    | Aircraft Nose Up                      | (Trimmung) |

zum vorherigen Abschnitt – AN

### AO
(zum nächsten Abschnitt – AP) ... (zum Anfang der Liste)
AA; AB; AC; AD; AE; AF; AG; AH; AI; AK; AL; AM; AN; AO; AP; AQ; AR; AS; AT; AU; AV; AW; AZ
| A0   | Non Modulated Transmission                                      | tonlose Modulation (BFO – Beat Frequency Oscillator – erforderlich) (Schreibweise: A Null – die Ziffer – nicht der Buchstabe o)          |
| AO   | Analog Output                                                   | |
| AO   | Aircraft Operator                                               | Flugzeugbetreiber |
| AOA  | Aircraft Operating Area; Aircraft Operational Area              | |
| AOA  | At Or Above                                                     | |
| AOA  | Angle Of Attack                                                 | Anstellwinkel (alpha) |
| AOB  | Angle of Bank                                                   | Winkel der Querneigung (= bank angle) |
| AOB  | At Or Below                                                     | |
| AOBT | Actual Off Block Time                                           | Tatsächlicher Zeitpunkt der ersten Bewegung aus eigener Kraft eines Flugzeuges zum Zwecke des Starts                                     |
| AOC  | Aerodrome Obstacle Chart                                        | Flugplatzhinderniskarte |
| AOC  | Air Operator Certificate; Air Operating Certificate             | Luftverkehrsbetreiberzeugnis |
| AOC  | Area of Coverage                                                | abgedecktes Gebiet (Funkempfang) |
| AOC  | Airline Operating Committee                                     | Airline Operator Committee |
| AOC  | Airline Operational Control                                     | AOC-Nachrichten – werden über ACARS empfangen                                                                                            |
| AOC  | Air/Oil Cooler                                                  | |
| AOE  | Airport/Aerodrome of Entry (for Initial Entry into the Country) | Flugplatz mit Zollkontrolle |
| AOG  | Aircraft On Ground                                              | Flugzeug am Boden – aus technischen Gründen (defekt) – weil die MEL nicht erfüllt ist (Minimum Equipment List, Mindestausrüstungsliste)  |
| AOI  | Aircraft Operations Inspection                                  | |
| AOM  | Aircraft Operating Manual                                       | Flugzeug-Betriebshandbuch; Flugzeughandbuch (für den Flugzeugtyp) (Flight Operations Manual – Flugbetriebshandbuch der Fluggesellschaft) |
| AOM  | Aerodrome Operating Minima                                      | Wetterminima eines Flugplatzes |
| AOPA | Aircraft Owners and Pilots Association                          | Internationale Vereinigung der Luftfahrzeugeigentümern und Privatpiloten.                                                                |
| AOR  | Area of Responsibility                                          | |
| AoS  | Angle of Sideslip                                               | Schiebewinkel (beta) |
| AÖV  | Arbeitsgemeinschaft Österreichischer Verkehrsflughäfen          | |

zum vorherigen Abschnitt – AO

### AP
(zum nächsten Abschnitt – AQ) ... (zum Anfang der Liste)
AA; AB; AC; AD; AE; AF; AG; AH; AI; AK; AL; AM; AN; AO; AP; AQ; AR; AS; AT; AU; AV; AW; AZ
| AP; A/P    | Auto Pilot                                    | Autopilot |
| AP         | Airport                                       | Flughafen |
| AP         | Autopilot                                     | Autopilot, automatische Flugsteuerung |
| AP         | Approach                                      | Anflug; Landeanflug |
| AP         | Assistant Purser                              | Flugbegleiter |
| A&P        | Airframe and Powerplant Mechanic              | Flugzeugmechaniker Zelle und Triebwerk |
| APA        | Allied Pilots Association                     | Vereinigung der Piloten von American Airlines |
| APAPI      | Abbreviated Precision Approach Path Indicator | Verkürzte Präzisions-Gleitwegbefeuerung |
| APATSI     | Airport Air Traffic Services Interface        | |
| APB        | Auxiliary Power Braker                        | |
| APC        | Area Positive Control                         | |
| APC        | Approach Frequency                            | Anflugfrequenz |
| APC        | Approach Control                              | Anflugkontrolle; Anflug |
| APC        | Automatic Pitch Control                       | automatische Überziehwarnung |
| APCH       | Approach                                      | Landeanflug, Anflug |
| APD        | Automated Problem Detection                   | |
| APD        | Approach Progress Display                     | (Boeing 747) |
| APEX       | APplication EXecutive                         | |
| AP/DF      | Approach and Direction Finding Facility       | |
| APL        | Airplane                                      | (Flugzeug) |
| APM        | Airplane Performance Monitoring               | |
| APN        | Apron Control                                 | Funkgestützte Bewegungslenkung von Luftfahrzeugen und Betriebsfahrzeugen durch die Flughafenbetriebsgesellschaften auf dem Vorfeld |
| APP        | Approach                                      | Anflug; Landeanflug |
| APP        | Approach Control Office                       | Anflugkontrollstelle |
| APP        | Approach Control Service                      | Anflugkontrolldienst |
| APP        | Approach Control                              | Anflugkontrolle; Anflug |
| APP        | Appendix                                      | Anhang |
| APPC       | Appendix C                                    | Anhang C |
| APP CON    | Approach Control                              | Anflugkontrolle; Anflug |
| APPR       | Approach                                      | Anflug (Landeanflug) |
| APPROP     | Appropriate                                   | geeignet, passend |
| APPROX     | Approximately                                 | ungefähr |
| APPX       | Approximate; Approximately                    | ungefähr |
| APR        | April                                         | |
| APR        | Apron                                         | Vorfeld |
| APR        | Automatic Power Reserve                       | |
| APR        | Approach                                      | Landeanflug |
| APR CON    | Approach Control                              | Anflugkontrolle |
| Apron      | Apron                                         | Flugvorfeld, Abstellfläche, Vorfeld bzw. auch für Vorfeldkontrolle |
| APRT       | Airport                                       | Flugplatz, Flughafen |
| APRX       | Approximate; Approximately                    | Ungefähr, annähernd |
| APS-Weight | Aircraft Prepared-For-Service Weight          | Gewicht des Flugzeuges, wenn es für die Wartung bereitsteht; Leergewicht mit vollständiger Ausrüstung – aber ohne Besatzung, Treibstoff und Ladung; APS Weight + adjustments + total traffic load = ZFW (?) Das APS-Gewicht ist das Basisgewicht + der Standardcrew (2 oder 3 Personen) + Gewicht der Küchenausrüstung (pantry?). Je mehr Passagiere, Reisegepäck und Ladung an Bord sind, umso höher wird das ZFW sein. |
| APT        | Airport                                       | Flughafen |
| APU        | Auxiliary Power Unit                          | Hilfstriebwerk; Hilfsaggregat; Stromhilfsaggregat; Hilfsturbine |
| APUC       | Auxiliary Power Unit Controller               | (Boeing 777) |
| APV        | Approve                                       | genehmigen, bestätigen |
| APV        | Approach Procedures with Vertical Guidance    | ein Anflugverfahren |
| APX        | Appendix                                      | Anhang |
| APW        | Area Proximity Warning                        | Warnung wegen Luftraumverletzung |

zum vorherigen Abschnitt – AP

### AQ
(zum nächsten Abschnitt – AR) ... (zum Anfang der Liste)
AA; AB; AC; AD; AE; AF; AG; AH; AI; AK; AL; AM; AN; AO; AP; AQ; AR; AS; AT; AU; AV; AW; AZ
| AQ67 | Unit Load Device (ULD)         | IATA-ID-Code für einen bestimmten Typ Luftfrachtcontainer – 10-Fuß-Container mit flexibler Tür |
| AQA3 | Unit Load Device (ULD)         | IATA-ID-Code für einen bestimmten Typ Luftfrachtcontainer – 10-Fuß-Container mit flexibler Tür |
| AQA7 | Unit Load Device (ULD)         | IATA-ID-Code für einen bestimmten Typ Luftfrachtcontainer – 10-Fuß-Container mit flexibler Tür |
| AQP  | Advanced Qualification Program | neue Ausbildungsphilosophie der FAA                                                            |
| AQR  | Airline Quality Rating         |                                                                                                |
| AQZ  | Area QNH Zone                  |                                                                                                |

zum vorherigen Abschnitt – AQ

### AR
(zum nächsten Abschnitt – AS) ... (zum Anfang der Liste)
AA; AB; AC; AD; AE; AF; AG; AH; AI; AK; AL; AM; AN; AO; AP; AQ; AR; AS; AT; AU; AV; AW; AZ
| AR          | Aerial Refueling                                           | Luftbetankung |
| AR          | Aspect Ratio                                               | Streckung (Tragfläche) (Seitenverhältnis an der Tragfläche) |
| AR          | Authorization Required                                     | Genehmigung erforderlich |
| A/R         | Altitude Rate                                              | 6NBSP |
| A/R         | as required                                                | |
| ARA         | Aircraft Research Association                              | |
| ARA         | Airborne Radar Approach                                    | Anflug mit Hilfe des Bordradars |
| ARAC        | Army Radar Approach Control                                | |
| ARAC        | Aviation Rulemaking Advisory Committee                     | |
| ARAC        | Airworthiness Assurance Working Group                      | |
| ARB         | Air Reserve Base                                           | |
| ARC         |                                                            | Bogen- (Anflug) mit konstanter DME |
| ARC         | Airworthiness Review Certificate                           | |
| ARC         | Abnormal Runway Contact                                    | abnormaler Landebahnkontakt |
| ARCAL       | Aircraft Radio Control of Aerodrome Lighting               | identisch mit: Pilot Controlled Lighting |
| ARF         | Air Refueling Routes                                       | |
| ARFF        | Aircraft Rescue and Fire Fighting (Personnel)              | |
| ARFF        | Airport Rescue and Fire Fighting                           | |
| ARFOR       | Area Forecast                                              | Gebiets-Wettervorhersage |
| ARH         | Armed Reconnaissance Helicopter                            | bewaffneter Aufklärungshubschrauber |
| ARI         | Aileron/Rudder Interconnect                                | |
| ARINC       | Aeronautical Radio Incorporated (USA)                      | „Ground System“, das alle Sende- und Empfangsstationen, den ARINC Computer und das Vermittlungssystem beinhaltet (ACARS)                                                |
| ARIP        | Air Refuelling Initial Point                               | Luftbetankung: Einflugpunkt des Receivers in ein Betankungsholding, zugleich Startpunkt für das Rendezvousmanöver mit dem Tanker                                        |
| ARJ         | Advanced Regional Jet                                      | siehe: Comac C909 – ein chinesisches Regionalflugzeug |
| ARMET       | Forecast Upper Wind and Temperature at Specified Points    | Höhenwind- und Temperaturvorhersage |
| ARND        | Around                                                     | ungefähr |
| ARNG        | Arrange                                                    | anordnen; organisieren |
| ARO         | Air Traffic Services Reporting Office                      | Meldestelle für Flugverkehrsdienste; Flugverkehrs-Meldedienststelle |
| ARO         | Airport Reservation Office                                 | |
| ARP         | Aerodrome reference point, Airport Reference Point         | Flugplatzbezugspunkt; Koordinaten des zentralen Bezugspunktes des Flugplatzes                                                                                           |
| ARP         | Air-Report                                                 | Flugmeldung |
| ARP         | Aerospace Recommended Practice                             | |
| ARPK        | Airpark                                                    | |
| ARPT        | Airport                                                    | Flughafen – im deutschen Sprachraum ein größerer Flugplatz, auf dem regelmäßig kommerzieller Flugverkehr stattfindet und auf dem Verkehrsflugzeuge abgefertigt werden   |
| ARPT of ENT | Airport of Entry (for Initial Entry into the Country); AOE | Flugplatz mit Zollkontrolle |
| ARR         | Arrival Message                                            | Landemeldung; Ankunftsmeldung |
| ARR; ARRVL  | Arrive; Arrival                                            | Ankommen; Ankunft |
| ARS         | Air Rescue Service (USA)                                   | |
| ARS         | Airworthiness Review Staff                                 | Personal für die Prüfung der Lufttüchtigkeit |
| ARSA        | Airport Radar Service Area                                 | |
| ARSR        | Air Route Surveillance Radar                               | Streckenkontrollradar |
| ART         | Automatic Reverse Thrust                                   | Schubumkehr |
| ARTC        | Air Route Traffic Control (USA)                            | |
| ARTCC       | Air Route Traffic Control Center                           | US-Bezeichnung für Area Control Center (ACC); Luftstraßenkontrollstelle; Kontrollzentrum für alle Instrumentenflüge, die nicht in der Nähe eines Flughafens stattfinden |
| ARTIS       | Autonomous Rotorcraft Testbed for Intelligent Systems      | Experimentalplattform auf der Basis eines ferngesteuerten Modellhubschraubers                                                                                           |
| ARTS        | Automated Radar Terminal System                            | Automatisches Radarsystem |
| ARTS        | Advanced Radar Transponder Set                             | Radargerät mit Höhenabfrage |

zum vorherigen Abschnitt – AR

### AS
(zum nächsten Abschnitt – AT) ... (zum Anfang der Liste)
AA; AB; AC; AD; AE; AF; AG; AH; AI; AK; AL; AM; AN; AO; AP; AQ; AR; AS; AT; AU; AV; AW; AZ
| AS       | Altostratus                                                                     | Altostratuswolken (Wetterschlüssel für METAR und TAF) |
| AS       | Airlift Squadron                                                                | Lufttransportgeschwader – LTG – (z. B. Lufttransportgeschwader 62) – auch engl.: Air Transport Wing |
| AS       | Aerospace Standard                                                              | |
| A/S      | Airspeed                                                                        | Fluggeschwindigkeit |
| A/S      | Anti Skid System                                                                | |
| ASA      | Autoland Status Annunciator                                                     | (Boeing) |
| ASA      | Air Services Agreement                                                          | |
| ASAP     | As Soon As Possible                                                             | so schnell wie möglich; so bald wie möglich |
| ASAP     | Aviation Safety Action Program                                                  | (der FAA) – Programm zur Erhöhung der Flugsicherheit – durch die Vorbeugung von Zwischenfällen und Unfällen |
| ASAS     | Airborne Separation Assurance System                                            | |
| ASAT     | Actual Startup Approval Time                                                    | (am Flugplatz) |
| ASC      | Ascend To; Ascending To                                                         | Aufstieg bis; aufsteigend bis |
| ASC      | Aural Synthesizer Card                                                          | (Boeing) |
| AS CL    | as cleared                                                                      | wie freigegeben |
| ASCPC    | Air Supply and Cabin Pressure Controller, Air Supply Control and Cabin Pressure | |
| ASCTU    | (Bleed) Air Supply Control and Test Unit                                        | Zapfluft – Kontrolleinheit |
| ASD      | AeroSpace and Defence Industries Association of Europe                          | |
| ASD      | Accelerate Stop Distance                                                        | Startabbruchstrecke |
| ASDA     | Accelerate Stop Distance Available                                              | verfügbare Startabbruchstrecke |
| ASDA     | Association for Scientific Development of Air Traffic Management in Europe      | Vereinigung der unabhängigen Forschungseinrichtungen auf dem Gebiet ATM in Europa |
| ASDE     | Airport Surface Detection Equipment                                             | Rollfeldüberwachungsradaranlage (ASDE-3; ASDE-X) auch SMR (Surface Movement Radar) |
| ASDR     | Accelerate Stop Distance Required                                               | benötigte Startabbruchstrecke |
| ASE      | Unit Load Device (ULD)                                                          | IATA-ID-Code für einen bestimmten Typ Luftfrachtcontainer – 20-Fuß-Container |
| ASECNA   | Agence pour la Sécurité de la Navigation Aérienne en Afrique et à Madagascar    | Afrikanische Luftfahrtbehörde (analog zu Eurocontrol) |
| ASEL     | Airplane Single Engine Land                                                     | |
| ASES     | Airplane Single Engine Sea                                                      | |
| ASF      | Air Safety Foundation                                                           | Organisation (der AOPA) für Flugsicherheit |
| ASF      | Arrival Stream Filter                                                           | |
| ASG      | ARINC signal gateway                                                            | |
| ASH      | Autopilot Speed Hold, Airspeed Hold                                             | Fluggeschwindigkeit halten – Option am Autopiloten (alternativ oft auch mit SPD für speed beschriftet) |
| ASI      | Airspeed Indicator                                                              | Fahrtmesser; Geschwindigkeitsmesser |
| ASI      | Aviation Safety Inspector                                                       | Flugsicherheitsinspektor |
| ASI      | Aviation Safety Institute                                                       | (USA) |
| ASIR     | Airspeed Indicator Reading                                                      | ist identisch mit ASI – allerdings mit korrigiertem Instrumentenfehler |
| ASK      | (Fuel Consumption per) Available Seat Kilometer                                 | |
| A/SKID   | Anti Skid                                                                       | Antiblockiersystem analog dem ABS beim Auto |
| ASL      | Above Sea Level                                                                 | Höhe über dem Meeresspiegel |
| ASL      | Airportslot                                                                     | Abkürzung für Slot ID |
| ASLAR    | Aircraft Surge Launch And Recovery                                              | Lande- und Startprozedur auf USAF-Basen zur Erhöhung der Start- und Landezahlen unter IMC |
| ASM      | Airspace Management                                                             | |
| ASM      | Available Seat Miles                                                            | Weltsitzmeilen |
| ASM      | Autothrottle Servo Motor                                                        | |
| ASM      | Aircraft Schematic Manual                                                       | |
| ASMD     | Assumed                                                                         | angenommene |
| A-SMGCS  | Advanced Surface Movement Guidance and Control System                           | Überwachungssystem für den Rollverkehr am Flughafen |
| ASMI     | Airport Surface Movement Indicator                                              | Rollfeld-Überwachungsradar (Primärradar); Bodenbewegungsradar |
| ASMR     | Aerodrome Surface Movement Radar                                                | |
| ASO      | Aviation Safety Officer                                                         | |
| ASOS     | Automated Surface Observing System                                              | automatische Wetterbeobachtung des Bodenwetters (Pisten und Taxiway), diese Wetterbeobachtung wird jede Minute neu durchgeführt und aufgezeichnet: Temperatur, Taupunkt, Wind, QNH, Sicht, Bedeckung, Niederschlag (nur einige speziell ausgerüstete ASOS-Stationen können zwischen flüssigen und gefrorenem Niederschlag differenzieren) |
| ASP      | Asphalt                                                                         | Asphalt |
| ASP      | Audio Selector Panel                                                            | |
| ASPA     | Association of South Pacific Airlines                                           | |
| ASPH     | Asphalt                                                                         | Asphalt |
| ASR      | Airport Surveillance Radar, Aerodrome Surveillance Radar                        | Flughafenrundsichtradar |
| ASR      | Advanced Seat Reservation                                                       | vorab gebuchter Sitz |
| ASR      | Distance and Final Glide Computer                                               | Anflug- und Streckenrechner |
| ASR/PAR  | Published Radar Minimums at this Airport                                        | auf den Anflugkarten |
| ASRS     | Aviation Safety Reporting System                                                | Luftfahrtsicherheitsmeldeverfahren (der NASA) |
| ASS TEMP | Assumed Temperatur                                                              | angenommene Lufttemperatur – (Derating – Reduzierung der Triebwerksleistung für den Start) – auch: Selected Temperature – SEL TEMP |
| ASSC     | Airport Surface Surveillance Capability                                         | Bewegungsüberwachungssystem am Flugplatz |
| ASSY     | Assembly                                                                        | Einheit, Funktionsblock, Funktionsmodul |
| AST      | Advanced Supersonic Transport                                                   | |
| ASTM     | Air Traffic Flow Management                                                     | Verkehrsflussregelung |
| ASTOR    | Airborne Stand-Off Radar                                                        | luftgestütztes Abstandsradar |
| ASTU     | Automatic Stabilizer Trim Unit                                                  | |
| ASU      | Air Starter Unit                                                                | Bodenstartgerät |
| ASV      | Annual Service Volume (of an airport)                                           | |
| ASW      | Aft Swept Wing                                                                  | Pfeilung (im Gegensatz zur negativen Pfeilung – Forward Swept Wing – FSW) |
| ASW      | Alexander Schleicher/Waibel                                                     | Segelflugzeuge des Herstellers Alexander Schleicher GmbH & Co in Poppenhausen (Wasserkuppe), die von Gerhard Waibel konstruiert wurden. (Typenübersicht) |
| ASYM     | Asymmetrical                                                                    | asymmetrisch |

zum vorherigen Abschnitt – AS

### AT
(zum nächsten Abschnitt – AU) ... (zum Anfang der Liste)
AA; AB; AC; AD; AE; AF; AG; AH; AI; AK; AL; AM; AN; AO; AP; AQ; AR; AS; AT; AU; AV; AW; AZ
| AT          | Air Taxi                                                       | Lufttaxi |
| AT          | Air Transport                                                  | z. B. Fracht oder Passagier |
| A/T         | Autothrottle                                                   | automatische Schubkontrolle; eine Komponente des Auto Flight System (AFS), das wiederum ein Teil des Flight Management Systems ist (FMS) – Throttle |
| ATA         | Actual Time of Arrival                                         | tatsächliche Ankunftszeit |
| ATA         | Airport Traffic Area                                           | Flugplatzverkehrszone |
| ATA         | Air Transport Association of America                           | Dachverband US-amerikanischer Fluggesellschaften |
| ATA-Kapitel | Air Transport Association Chapter                              | Teilekatalog; Systematik für die einzelnen Komponenten eines Flugzeuges – oftmals Bestandteil der Teilenummern |
| ATAC        | Air Transport of Canada                                        | |
| ATB         | Automated Ticket/Boarding Pass                                 | übliches Papierticket (mit Magnetstreifen versehen), nicht zu verwechseln mit etix |
| ATB         | Advanced Tactical Bomber                                       | |
| ATC         | Air Traffic Control                                            | Flugverkehrskontrolle (FVK) |
| ATCAA       | Air Traffic Control Assigned Airspace                          | von ATC zugewiesener Luftraum |
| ATCA        | Air Traffic Control Association                                | |
| ATCAR       | ATC Area of Responsibility                                     | Zuständigkeitsbereich der Flugverkehrskontrolle (in der Schweiz) |
| ATCC        | Air Traffic Control Center                                     | Flugverkehrskontrollzentrale; ATC Zentrale |
| ATCF        | Air Traffic Control Facility                                   | |
| ATCNEA      | Air Traffic Communication and Navigation Engineers Association | Verband der österreichischen Flugsicherungsingenieure und -techniker |
| ATCO        | Air Traffic Control Officer                                    | Fluglotse; Flugverkehrsleiter |
| ATCRBS      | Air Traffic Control Radar Beacon System                        | US-Bezeichnung für SSR Mode A und C, Flugverkehrskontrollradar; ATC Radarbaken System |
| ATCSCC      | Air Traffic Control System Command Center                      | |
| ATCT        | Air Traffic Control Tower                                      | Flugverkehrskontrollturm; ATC Turm |
| ATD         | Actual time of departure                                       | tatsächliche Abflugzeit |
| ATD         | Assigned Time of Departure                                     | zugewiesene Abflugzeit |
| ATD         | Along-Track Distance                                           | |
| ATE         | Actual Time Elapsed; Actual Time Enroute                       | Tatsächliche Flugzeit |
| ATE         | Automatic Test Equipment                                       | |
| ATF         | Aerodrome Traffic Frequency                                    | |
| ATF         | Advanced Tactical Fighter                                      | |
| ATF         | Aviation Turbine Fuel                                          | |
| ATFCM       | Air Traffic Flow and Capacity Management                       | |
| ATFM        | Air Traffic Flow Management                                    | Verkehrsflussregelung |
| ATHPL       | Airline Transport Helicopter Pilot Licence                     | Verkehrshubschrauberführer-Lizenz |
| A/THR       | Auto Thrust                                                    | automatische Schubkontrolle (Autopilot) |
| ATIR        | Air Traffic Incident Report                                    | Flugverkehrszwischenfallbericht |
| ATIS        | Automatic Terminal Information Service                         | automatischer Flugplatzinformationsdienst; Rundfunksendung aktueller Flugplatzinformationen; automatische Ausstrahlung von Lande- und Startinformationen |
| ATK         | Available Tonne Kilometer                                      | angebotene Tonnen-Kilometer |
| ATL         | Aircraft Technical Log                                         | |
| ATM         | Air Traffic Management                                         | Luftverkehrsmanagement (Flugverkehrsmanagement) |
| ATM         | Assumed Temperature Method                                     | (Boeing) Derating – mit SEL TEMP (Selected Temperature) oder ASS TEMP (Assumes Temperature) |
| ATMC        | Airspace And Traffic Management Center                         | Luftraumnutzungszentrale |
| ATN         | Aeronautical Telecommunication Network                         | |
| ATNS        | Air Traffic & Navigation Services South Africa                 | südafrikanische Flugsicherung |
| ATO         | Actual Time Over                                               | tatsächliche Überflugzeit |
| ATO         | Airline Ticket Office                                          | |
| ATO         | Approved Training Organizations                                | |
| ATO         | Air Tasking Order                                              | |
| ATOG        | Air Transport Operations Group                                 | |
| ATOG        | Allowable Takeoff Gross Weight                                 | |
| ATOL        | Automatic Take Off and Landing                                 | für Unbemannte Luftfahrzeuge |
| ATOS        | Air Transportation Oversight System                            | |
| ATOW        | Actual Takeoff Weight                                          | tatsächliches Startgewicht |
| ATOW        | Assumed Takeoff Weight                                         | (siehe auch PTOW: Planned Takeoff Weight) |
| ATP         | Airline Transport                                              | Linienverkehr |
| ATP         | Airline Transport Pilot                                        | Verkehrspilot |
| ATPCS       | Automatic Takeoff Power Control System                         | |
| ATPL        | Verkehrspilotenlizenz                                          | Verkehrsflugzeugführerschein – höchste Pilotenlizenz |
| ATPR        | Airline Transport Pilot Rating                                 | |
| ATR         | Avions de Transport Régional                                   | italienisch-französische Flugzeughersteller (ATR 42 und ATR 72) |
| ATR         | Automatic Thrust Restoration                                   | (McDonnell Douglas MD-80 – schiebt im Startmodus bei einem Triebwerksausfall den Schubhebel automatisch bis zur besten Geschwindigkeit für Durchstarten vor) |
| ATS         | Air Traffic Services (outside regulated airspace)              | Flugverkehrsdienste |
| ATS         | Air Traffic Service Route                                      | |
| ATS         | Access Test System                                             | (Boeing) |
| ATS         | Aeronautical Telecommunication Service                         | Flugfernmeldenetz |
| ATS         | Autothrottle System                                            | Automatische Schubkontrolle; eine Komponente des Auto Flight System (AFS), das wiederum ein Teil des Flight Management Systems ist (FMS) – Throttle |
| ATS         | Approach Turn Stall                                            | Strömungsabriss während der Anflugkurve (Kurvenanflug in der militärischen Platzrunde) |
| ATSB        | Australian Transport Safety Bureau                             | analog dem amerik. NTSB – australische Flugsicherheitsbehörde |
| ATSU        | Air Traffic Services Unit                                      | Airline Kommunikation |
| ATT         | Attitude                                                       | Lage (Längs- und Querneigung) |
| ATT         | Attitude (Hold)                                                | Längs- und Querneigung halten – Modus am Autopiloten – für Procedure Turns oder Warteschleifen |
| ATT         | Attended                                                       | |
| ATTAS       | Advanced Technologies Testing Aircraft System                  | ein Flugzeug vom Typ VFW 614 wird vom Deutschen Zentrum für Luft- und Raumfahrt (DLR) für das ATTAS-Projekt betrieben – zur Simulierung von Flugeigenschaften eines noch nicht gebauten Flugzeugtyps – zur Validierung von Berechnungen – mit frei programmierbarem Steuerungssystem |
| ATTN        | Attention                                                      | Achtung, beachten |
| ATTND       | Attendant                                                      | Flugbegleiter |
| ATTOT       | Aircraft operator Target Take-Off Time                         | |
| AT-VASI     | Abbreviated Tee Visual Approach Slope Indicator                | |
| ATZ         | Aerodrome Traffic Zone                                         | Flugplatzverkehrszone |

zum vorherigen Abschnitt – AT

### AU
(zum nächsten Abschnitt – AV) ... (zum Anfang der Liste)
AA; AB; AC; AD; AE; AF; AG; AH; AI; AK; AL; AM; AN; AO; AP; AQ; AR; AS; AT; AU; AV; AW; AZ
| AUA    | Austrian Airlines                | österreichische Fluggesellschaft                                                                         |
| AUF    | Australian Ultralight Federation | der alte Name für Recreational Aviation Australia – dem Dachverband der Ultraleichtflieger in Australien |
| AUG    | August                           | August                                                                                                   |
| AUG    | Augmentation                     | Vergrößerung, Erweiterung                                                                                |
| AULA   | Advanced Ultra-Light Aeroplane   | |
| AUSOTS | Australian Flexible Tracks       | analog zu OTS-Tracks oder PACOTS-Tracks                                                                  |
| AUTH   | Authorised                       | genehmigt                                                                                                |
| AUTH   | Authority                        | Behörden                                                                                                 |
| AUTO   | Automatic                        | Automatisch (für Anzeige oder Schalterstellung) (Automat)                                                |
| AUM    | All Up Mass                      | Gesamtfluggewicht; Fluggewicht                                                                           |
| AUW    | All Up Weight                    | Gesamtfluggewicht; Fluggewicht                                                                           |
| AUX    | Auxiliary                        | Zusatz-…                                                                                                 |

zum vorherigen Abschnitt – AU

### AV
(zum nächsten Abschnitt – AW) ... (zum Anfang der Liste)
AA; AB; AC; AD; AE; AF; AG; AH; AI; AK; AL; AM; AN; AO; AP; AQ; AR; AS; AT; AU; AV; AW; AZ
| AV                | Air Vehicle                                        | Luftgerät, Luftfahrzeug (der B-2 Prototyp hieß „Air Vehicle One (AV-1)“          |
| AVA               | Unit Load Device (ULD)                             | IATA-ID-Code für einen bestimmten Typ Luftfrachtcontainer – LD3 Kleidercontainer |
| AVAIL             | Available                                          | verfügbar                                                                        |
| AVASIS            | Abbreviated Visual Approach Slope Indicator System | Vereinfachtes Gleitwinkelbefeuerungssystem                                       |
| AVBL              | Available                                          | verfügbar                                                                        |
| AVD               | Avoid                                              | vermeiden                                                                        |
| AVE               | Unit Load Device (ULD)                             | IATA-ID-Code für einen bestimmten Typ Luftfrachtcontainer – LD3 Container        |
| AVG               | Average                                            | Durchschnitt, durchschnittlich                                                   |
| AVG               | Aviation Gasoline                                  | Luftfahrt-Benzin                                                                 |
| AVGAS             | Aviation Gasoline                                  | Luftfahrt-Benzin (das ist kein Kerosin)                                          |
| AVGE FF           | Average Fuel Flow                                  | durchschnittlicher Treibstoffverbrauch je Stunde                                 |
| AVGE WC; AVGE W/C | Average Wind Component                             | durchschnittliche Windkomponente                                                 |
| AVI               | Live Animals (Cargo Code, animal vivant)           | lebende Tiere                                                                    |
| AVIA              | Aviation                                           | Luftfahrt                                                                        |
| AVIH              | Animal (vivant) in Hold                            | Tier im Frachtraum                                                               |
| AVINOR            |                                                    | norwegische Flugsicherung                                                        |
| AVM               | Airborne Vibration Monitor                         |                                                                                  |
| AVMF              | Aviatsija Vojenno Morskowo Flota                   | Luftwaffe der Russischen Marine (auch AWMF abgekürzt)                            |
| AVML              | Asian Vegetarian Meal (Catering Code)              | asiatisches, vegetarisches Essen mit Reis (indische Art) – siehe: Flugzeugessen  |
| AVOL              | Aerodrome Visibility Operational Level             |                                                                                  |
| AVS               | Audio Visual System                                | audiovisuelles System (Audiovision)                                              |
| AVSAT             | Aviation Satellite System                          |                                                                                  |
| AVT               | Audio/Visual Training                              |                                                                                  |
| AVTN              | Aviation                                           | Luftfahrt                                                                        |
| AVTR              | Airborne Videotape Recorder                        | (General Dynamics F-16)                                                          |

zum vorherigen Abschnitt – AV

### AW
(zum nächsten Abschnitt – AZ) ... (zum Anfang der Liste)
AA; AB; AC; AD; AE; AF; AG; AH; AI; AK; AL; AM; AN; AO; AP; AQ; AR; AS; AT; AU; AV; AW; AZ
| AWACS | Airborne (Early) Warning And Control System                     | Frühwarnsystem des (US)-Militärs |
| AWB   | Airway Bill (Cargo Code)                                        | Luftfrachtbrief |
| AWB   | Airworthiness Bulletin                                          | |
| AWC   | Aviation Weather Center                                         | |
| AWG   | American Wire Gauge                                             | |
| AWM   | Alternate Weather Minima                                        | |
| AWMF  | Aviatsija Wojenno Morskowo Flota, Авиация Военно-морского флота | Luftwaffe der Russischen Marine (auch AVMF abgekürzt) |
| AWO   | All Weather Operations                                          | Allwetterflugbetrieb |
| AWOS  | Automated Weather Observing System                              | Automatisches Wetterbeobachtungssystem, das Wetterdaten misst, sammelt und verbreitet; (jede Minute erfolgt eine neue Messung: Windgeschwindigkeit und -richtung, Temperatur, Taupunkt, Sicht, Wolkenhöhe und -typ, Niederschläge, QNH; je nach Anzahl und Art der Sensoren wird zwischen AWOS 1 bis AWOS 3 unterschieden) |
| AWR   | Airborne Weather Radar                                          | Flugwetterradar, das in modernen Flugzeugen verbaut ist für die Erkennung gefährlicher Wetterlagen |
| AWSS  | Automated Weather Sensor System                                 | primäres Bodenwetter-Beobachtungssystem in den USA (ASOS/AWSS) |
| AWW   | Alert Weather Watches; Severe Weather Forecast Alert            | |
| AWY   | Airway                                                          | Luftstraße |

zum vorherigen Abschnitt – AW

### AZ
... (zum Anfang der Liste)
AA; AB; AC; AD; AE; AF; AG; AH; AI; AK; AL; AM; AN; AO; AP; AQ; AR; AS; AT; AU; AV; AW; AZ
| AZ   | Azimut                  | Azimut                                                                                      |
| AZ   | Azimut-Station (MLS)    | Azimutstation (Winkel zwischen Radial-Standlinie und Nordrichtung)                          |
| AZF  | Radio Telephony Licence | Allgemein gültiges Sprechfunkzeugnis für den Flugfunkdienst – Sprechfunkzeugnis (Luftfahrt) |
| AZFW | Actual Zero Fuel Weight |                                                                                             |
| AZM  | Azimuth                 | Azimut                                                                                      |

zum vorherigen Abschnitt – AZ ... (zum Anfang der Liste) ... (zum nächsten Buchstaben – B)